# Ulica Choiny w Lublinie
Ulica Choiny w Lublinie – arteria komunikacyjna w Lublinie, jedna z najważniejszych dla dzielnicy Czechów. Przebiega w kierunku północ-południe do północnych granic miasta. Ulica jest dwujezdniowa na całej długości i posiada po 2 pasy ruchu w każdą stronę. Wzdłuż ulicy obustronnie biegnie ścieżka rowerowa. Nazwa ulicy pochodzi od pobliskiego osiedla Choiny.

## Ważniejsze obiekty
- nr 2 – Wyższa Szkoła Społeczno-Przyrodnicza w Lublinie
- nr 9 – Sala Królestwa zboru Świadków Jehowy[1]
- pętla park&ride

## Komunikacja miejska
Przy ulicy znajduje się 11 przystanków autobusowo-trolejbusowych.
Ulicą kursują następujące linie autobusowe ZTM Lublin:
- od Ronda W. Pola do Paderewskiego: 13, 17, 26, 29, N1 (linia nocna).
- od ronda W. Pola do ul. E. Wojtasa: nr 23 i 42
- całość ulicy - do pętli park&ride nr 18, do przystanku Kawka Las nr 44

Nad ulicą rozwieszona jest trakcja trolejbusowa na całej długości ulicy.
Ulicą kursują następujące linie trolejbusowe ZTM Lublin:
- na całej długości - do pętli park&ride: 156 i 160. [2]

## Pętla i parking park&ride - Choiny
Ulica została poszerzona na całej długości do drogi dwujezdniowej o dwóch pasach ruchu w każdą stronę. Parking przeznaczony jest dla osób mieszkających na terenie Aglomeracji lubelskiej dojeżdżających do pracy do samego Lublina, przeznaczony jest na 54 samochody osobowe oraz 4 miejsca kiss&ride, przeznaczone dla osób podwożących osoby do Lublina. Nieopodal obiektu znajduje się wiata wypoczynkowa oraz ponad 100 miejsc dla rowerów. Jest to pętla zarówno autobusowa jak i trolejbusowa przeznaczona docelowo także do obsługi autobusów elektrycznych, gdyż znajdują się tam 4 ładowarki dużej mocy. Inwestycja została zrealizowana w ramach projektu „nisko-emisyjna sieć komunikacji zbiorowej dla północnej części LOF wraz z budową systemu biletu elektronicznego komunikacji aglomeracyjnej” z programu operacyjnego Polska Wschodnia 2014-2020. Jest to pierwszy tego typu obiekt w Lublinie. 